# Gradnitsa
Gradnitsa, também grafada como Gradnica e Gradnitza (Градница no alfabeto cirílico), é uma aldeia do município de Tervel, na província de Dobrich, no nordeste da Bulgária. 
Em 2007, possuía uma população de 397 habitantes e uma área de 13,788 km², localizando-se a 336 quilômetros de Sófia, capital da Bulgária. Encontra-se na faixa de 200 a 300 metros acima do nível do mar e possui uma densidade populacional de 28,79 habitantes por quilômetro quadrado.